# 普馬瓦因山 (拉梅爾塞德區)
9°41′54″S 77°33′55″W / 9.69833°S 77.56528°W
普馬瓦因山（Puma Wayin），是秘魯的山峰，位於該國北部安卡什大區，由艾哈省的拉梅爾塞德區負責管轄，屬於內格拉山脈的一部分，海拔高度4,400米。